# مایک فرانتس
مایک فرانتس (انگلیسی: Maik Franz؛ زادهٔ ۵ اوت ۱۹۸۱) بازیکن فوتبال اهل آلمان است.
از باشگاه‌هایی که در آن بازی کرده‌است می‌توان به باشگاه فوتبال وولفسبورگ، باشگاه فوتبال ماگدبورگ ۱، باشگاه فوتبال هرتابرلین، باشگاه فوتبال کارلسروهه، و باشگاه فوتبال آینتراخت فرانکفورت اشاره کرد.
وی همچنین در تیم‌های ملی فوتبال زیر ۲۱ سال آلمان و Germany national football B team بازی کرده‌است.